# Ezequiel Lavezzi
Ezequiel Iván Lavezzi (Villa Gobernador Gálvez, 3. svibnja 1985.) umirovljeni je argentinski nogometaš.